# 天輝レオ
天輝 レオ（あまき れお、12月13日 - ）は、OSK日本歌劇団の男役スター。北海道苫小牧市出身。とまこまい観光大使。B型 。

## 略歴
駒澤大学附属苫小牧高等学校卒業生
2012年、OSK日本歌劇団研修所入学。90期生。同期に登堂結斗、結菜ほのり、りつき杏都ら。
2014年、2月～3月の大丸心斎橋公演『カルディアの鷹』で舞台実習出演として出演したのち、OSK日本歌劇団に入団。6月の同作品の追加公演で入団後の初舞台を踏む。
2018年、『OSK Revue Cafe ～獅子の星 ―Stella Leonis―』で初主演。その後も道頓堀／心斎橋角座での中劇場公演やOSK Revue Cafe in Brooklyn Parlor OSAKAでの主演を務める。
2019年12月、出身地である北海道苫小牧市の観光大使に就任。 
2022年9月、故郷での凱旋公演となる、OSK日本歌劇団創立100周年記念公演『Precious Stones』で大劇場公演での初主演を務めた。
2024年9月、故郷で2度目の凱旋公演となる北海道苫小牧市公演、および、10 - 11月の第44回たけふレビュー での『DREAM SCAPE』（演出・振付：三井聡）でも主演を務めた。

## 主な舞台
2014年
- 2月、大丸心斎橋劇場『カルディアの鷹』*研修生
- 6月、近鉄アート館『カルディアの鷹』（追加公演） *初舞台
- 11月、近鉄アート館『プリメール王国物語～愛の奇蹟』

2015年
- 2 - 4月、オ・セイリュウ『MY FLOOR』
- 6月、大阪松竹座『レビュー春のおどり　道頓堀開削400年「浪花今昔門出賑」／Stormy Weather』
- 7月、近鉄アート館『プリメール王国物語～愛の奇蹟』
- 9・11月、大丸心斎橋劇場・上田市交流文化芸術センター『紅に燃ゆる ～真田幸村 紅蓮の奏乱～』
- 10 - 11月、たけふ菊人形『紅に燃ゆる ～真田幸村物語（たけふ菊人形スペシャルバージョン）～』
- 11月、京都南座『OSKレビュー in Kyoto　浪花今昔門出賑／Stormy Weather』

2016年
- 1 - 3月、セントラファエロ教会『OSK Revue Cafe　Wake up!!』
- 4月、セントラファエロ教会『Passionista in OSK Revue Cafe』
- 5 - 6月、銀座博品館劇場・おかやま未来ホール・近鉄アート館『紅に燃ゆる ～真田幸村 紅蓮の奏乱～』
- 7月、セントラファエロ教会『PassionistaⅡ「El verano caliente」in OSK Revue Cafe』
- 11月、レストランローズガーデン『OSK Revue Cafe　Sing! Sing! Sing!』

2017年
- 1月、高槻現代劇場『「高山右近」伝』
- 1月、近鉄アート館『REVUE JAPAN　～GEISHA ＆ SAMURAI～』
- 1・2月、近鉄アート館・銀座博品館劇場『鬼ノ城～蒼煉の乱～』- 青霧 役
- 3月、なら100年会館『紅に燃ゆる ～真田幸村 紅蓮の奏乱～』
- 4月、近鉄アート館『Precious Stones　JASPER  ～ジャスパー～』
- 6月、大阪松竹座『レビュー春のおどり　桜鏡 ～夢幻義経譚～／Brilliant Wave ～100年への鼓動～ 』
- 8月、新橋演舞場『レビュー夏のおどり　桜鏡 ～夢幻義経譚～／Brilliant Wave ～100年への鼓動～ 』
- 10 - 11月、たけふ菊人形『第38回 たけふレビュー ～OSKシンフォニー～』

2018年
- 2・3月、銀座博品館劇場・大丸心斎橋劇場『三銃士 La seconde』- ボルトス 役[10]
- 4 - 5月、DAIHATSU MOVE 道頓堀角座『Fire Agate～躍動～』
- 4 - 7月、DAIHATSU MOVE 道頓堀角座『REVUE JAPAN～GEISHA & SAMURAI～』
- 6 - 7月、DAIHATSU MOVE 道頓堀角座『LARIMAR～海風にのって～』
- 9月、セントラファエロ教会『OSK Revue Cafe ～獅子の星 ―Stella Leonis―』 ＊主演

2019年
- 1 - 2月、DAIHATSU 心斎橋角座『獅子の星 ～Stella Leonis～』 ＊主演
- 1 - 2月、DAIHATSU 心斎橋角座『REVUE JAPAN～GEISHA & SAMURAI～』
- 3・4月、近鉄アート館・COOL JAPAN PARK OSAKA『新撰組 コンチェルト ～狂奏曲～』- 斎藤一 役[11]
- 6 - 9月、DAIHATSU 心斎橋角座『REVUE JAPAN～GEISHA & SAMURAI～』 ＊主演
- 8 - 9月、DAIHATSU 心斎橋角座『LAST PARADISE ～Precious Stones～』 ＊主演[12][13]
- 10 - 2020年1月、DAIHATSU 心斎橋角座『Dandy ～ダンディ～』 ＊登堂・天輝W主演
- 12月、先斗町歌舞練場『男舞（おとこまい）』

2020年
- 5月、DAIHATSU 心斎橋角座『PRECIOUS STONES（天輝レオ）』（公演中止） ＊主演
- 11月、大阪松竹座『OSKだよ全員集合！Memorial Show & Premium Talk』

2021年
- 2月、サンシャイン劇場『GANG -Girls And Never Giveup-』（外部出演）（公演中止） [14]
- 6・8月、大阪松竹座・新橋演舞場『レビュー夏のおどり「STARt」（6/12～13、19～20公演中止）』

2022年
- 7月、京都南座『2022年劇団創立100周年記念「レビューin Kyoto」　ミュージカルロマン 陰陽師／INFINITY』[15][16]
- 9月、苫小牧市民会館『OSK日本歌劇団創立100周年記念公演「Precious Stones」』 ＊大劇場公演初主演 [6]
- 9月、大阪市中央公会堂大集会室『OSK日本歌劇団創立100周年記念コンサート』
- 11月、近鉄アート館『OSK日本歌劇団創立100周年記念公演「五右衛門」』 - 豊臣秀吉 役

2023年
- 2月、大阪松竹座・新橋演舞場『レビュー春のおどり　ミュージカル・アクト「レ・フェスティバル」／未来への扉～Go to the future～』
- 8月、近鉄アート館『へぼ侍～西南戦争物語～』- 松岡 役 [17][18][19]
- 11月、京都南座『レビュー in Kyoto Go to the future～京都から未来へ～』[20][21]

2024年
- 1・2月、扇町ミュージアムキューブ・銀座博品館劇場『へぼ侍～西南戦争物語～（再演）』松岡役 [22][19]
- 9月、苫小牧市民会館『天輝レオ主演「北海道苫小牧市公演」』 ＊主演 [7]
- 10 - 11月、越前市文化センター『第44回「たけふレビュー　DREAM SCAPE」 in たけふ人形展』 ＊主演 [23][8]

2025年
- 2月、ナレッジシアター・銀座博品館劇場『三銃士　THE THREE MUSKETEERS』 - アラミス役[24][25][26]
- 6月、大阪松竹座『レビュー 春のおどり　翔〜Fly High〜／The Legendary!』[27]
- 8月、新橋演舞場『レビュー 夏のおどり　翔〜Fly High〜／The Legendary!』[28]
- 9月、COOL JAPAN PARK OSAKA『EXPO2025!! REVUE OSAKA』[29]

### OSK Revue Cafe in Brooklyn Parlor OSAKA
2020年
- 8 - 9月、『Dandy ～ダンディ～（無観客ライブ配信）』 ＊登堂・天輝W主演
- 8月、『BPまつり（無観客ライブ配信）』
- 9月、『PRECIOUS STONES（天輝レオ）（無観客ライブ配信）』 ＊主演
- 10月、『PRECIOUS STONES（天輝レオ）』 ＊主演
- 12月、『Dandy ～ダンディ～』 ＊登堂・天輝W主演

2021年
- 3月、『PRECIOUS STONES 天輝レオA・B』 ＊主演
- 9月、『DIAMOND GUYS』

2022年
- 1 - 2月、『PRECIOUS STONES 天輝レオ （2/3～23 公演中止）』 ＊主演
- 3月、『GENTLEMEN 天輝レオ』 ＊主演
- 8月、『PRECIOUS STONES 天輝レオ（8/26～28 公演中止）』 ＊主演
- 12月、『DIAMOND GUYS２』

2023年
- 5月、『天輝レオ Special LIVE』

2024年
- 3 - 4月、『天輝レオ SPECIAL SHOW Gentlemen2』 ＊主演 [30]
- 7月、『Revue Cruise』 ＊主演 [31]

2025年
- 4 - 5月、『ダンディII』

### テレビ・ラジオ番組
- 第23回 わが心の大阪メロディー（2023年10月31日、NHK総合）[32] [33]
- 『デイライトタッキー（内「今月のMyスポットライト」）』（タッキー816みのおエフエム）
  - 2024年3月27日[34]
  - 2024年6月26日[35][36]
  - 2024年12月25日[37]
- うたコン「ブギウギ」SP!豪華キャスト集結『うたコン「ブギウギ」SP!豪華キャスト集結』（2024年3月12日、NHK総合）[38][39]

### イベント
- 熊本復興チャリティー「DREAM」（2016年12月、エディオンアリーナ大阪）
- ’17食博覧会・大阪（2017年4月、インテックス大阪会場内UTAGE館）
- 中之島ウィンターパーティー～Road to EXPO 2025～（2021年11月、中之島公園）
- 1日警察署長
  - （2022年8月31日、苫小牧警察署）[40]
  - （2024年10月14日、越前警察署）[41]
- wakupaku Live Kitchen（天輝レオ）（2023年4月）
- 年賀状イベント（2023年12月15日、神戸中央郵便局）[42] [43]
- アジアリーグアイスホッケー2023-2024 東北フリーブレイズ戦 ゲスト（2024年2月24日、nepiaアイスアリーナ場内MC席） [44]
- 光る君へ 越前 大河ドラマ館 一日館長（2024年10月25日）[45]
- wakupaku Talk&Show（天輝レオ＆唯城ありす）（2024年12月7日）[46]